# Rubén Oyarzo
Rubén Darío Oyarzo Figueroa (Santiago, 13 de diciembre de 1980) es un contador, ingeniero comercial y político chileno, militante del Partido Radical. Desde 2022 ejerce como diputado por el Distrito N°8 de la Región Metropolitana, cargo al que fue electo como miembro del Partido de la Gente (PDG).

## Biografía
Es hijo de Rubén Oyarzo Ojeda e Inés Figueroa Salas. Es padre de dos hijos, separado.
Realizó su enseñanza media en el Instituto Superior de Comercio Eduardo Frei Montalva del cual egresó en 1998 con el título técnico de Contador General. Posteriormente, entre 1999 y 2002, realizó estudios en la Escuela de Contadores Auditores de Santiago. En el año 2000 ingresó a la Universidad Iberoamericana de Ciencias y Tecnología, de la cual egresó en 2004 con el título de Contador Auditor. Entre 2005 y 2007, obtuvo la licenciatura en Administración de Empresas y el título de Ingeniero Comercial en la Universidad del Pacífico.
En 2011 realizó un Diplomado en Contabilidad y Normas Internacionales de Información Financiera (IFRS) en la Universidad de Chile. 
En el ámbito laboral trabajó en empresas como Copesa, Sodexo, Tecnoimagen Chile, MPM ltda, Amphos 21, Veka Chile y en la firma de buses JM.
Entró a la política como activista social en Maipú, en donde trabajó por lograr la conectividad entre Camino a Melipilla con el sector poniente de la comuna. Ingresó al PDG, siendo consejero comunal en Colina.
Para las elecciones parlamentarias de 2021 se presentó como candidato a diputado por el Distrito 8, que comprende las comunas de Lampa, Maipú, Cerrillos, Quilicura, Tiltil, Colina, Estación Central y Pudahuel. Resultó elegido tras obtener 6.953 votos, equivalentes a un 1,48% del total de sufragios válidamente emitidos. Asumió el cargo el 11 de marzo de 2022.
En abril de 2024, Rubén Oyarzo anunció su renuncia al PDG con críticas hacia el fundador y excandidato presidencial de la colectividad, Franco Parisi.en abril de 2025, comenzó a cambiar de rumbo en su posición política, pasando de ser un parlamentario de centroderecha a ser un parlamentario de centroizquierda, al unirse a las filas del partido Radical.

## Historial electoral
| Año  | Tipo                      | Territorio   | Pacto               | Partido | Votos | %    | Resultado |
| ---- | ------------------------- | ------------ | ------------------- | ------- | ----- | ---- | --------- |
| 2021 | Parlamentarias a diputado | 8.º distrito | Partido de la Gente | PDG     | 6 953 | 1.48 | Diputado  |